# Italochrysa sectoria
Italochrysa sectoria är en insektsart som först beskrevs av Navás 1926.  Italochrysa sectoria ingår i släktet Italochrysa och familjen guldögonsländor. Inga underarter finns listade i Catalogue of Life.